# Coppa delle Coppe 1962-1963
La Coppa delle Coppe 1962-1963 è stata la 3ª edizione della competizione calcistica europea Coppa delle Coppe UEFA. Fu la prima cui parteciparono i vincitori della Coppa di Polonia. Venne vinta dal Tottenham nella finale contro l'Atletico Madrid.

## Primo turno
| Squadra 1            | Totale | Squadra 2          | Gara 1 | Gara 2 | Gara 3 |
| -------------------- | ------ | ------------------ | ------ | ------ | ------ |
| OFK Belgrado         | 5 - 3  | SC Chemie Halle    | 2 - 0  | 3 - 3  |        |
| Újpest Football Club | 5 - 0  | Zagłębie Sosnowiec | 5 - 0  | 0 - 0  |        |
| Bangor City          | 3 - 3  | Napoli             | 2 - 0  | 1 - 3  | 1 - 2  |
| Losanna              | 5 - 4  | Sparta Rotterdam   | 3 - 0  | 2 - 4  |        |
| Rangers Glasgow      | 4 - 2  | Siviglia           | 4 - 0  | 0 - 2  |        |
| Saint-Étienne        | 4 - 1  | Vitoria Setubal    | 1 - 1  | 3 - 0  |        |
| Alliance Dudelange   | 2 - 9  | B1909              | 1 - 1  | 1 - 8  |        |
| Steaua Bucarest      | 4 - 7  | Botev Plovdiv      | 3 - 2  | 1 - 5  |        |
| Hibernians           | (w/o)  | Olympiakos         | -      | -      |        |

## Ottavi di finale
| Squadra 1            | Totale | Squadra 2         | Gara 1 | Gara 2 | Gara 3 |
| -------------------- | ------ | ----------------- | ------ | ------ | ------ |
| OFK Belgrado         | 7 - 4  | Portadown         | 5 - 1  | 2 - 3  |        |
| Újpest Football Club | 2 - 2  | Napoli            | 1 - 1  | 1 - 1  | 1 - 3  |
| Losanna              | 1 - 2  | Slovan Bratislava | 1 - 1  | 0 - 1  |        |
| Tottenham            | 8 - 4  | Rangers Glasgow   | 5 - 2  | 3 - 2  |        |
| Saint-Étienne        | 0 - 3  | Norimberga        | 0 - 0  | 0 - 3  |        |
| Grazer AK            | 4 - 6  | B1909             | 1 - 1  | 3 - 5  |        |
| Shamrock Rovers      | 0 - 5  | Botev Plovdiv     | 0 - 4  | 0 - 1  |        |
| Atlético Madrid      | 5 - 0  | Hibernians        | 4 - 0  | 1 - 0  |        |

## Quarti di finale
| Squadra 1         | Totale | Squadra 2       | Gara 1 | Gara 2 | Gara 3 |
| ----------------- | ------ | --------------- | ------ | ------ | ------ |
| OFK Belgrado      | 3 - 3  | Napoli          | 2 - 0  | 1 - 3  | 3 - 1  |
| Slovan Bratislava | 2 - 6  | Tottenham       | 2 - 0  | 0 - 6  |        |
| Norimberga        | 7 - 0  | B1909           | 1 - 0  | 6 - 0  |        |
| Botev Plovdiv     | 1 - 5  | Atlético Madrid | 1 - 1  | 0 - 4  |        |

## Semifinali
| Squadra 1    | Totale | Squadra 2       | Andata | Ritorno |
| ------------ | ------ | --------------- | ------ | ------- |
| OFK Belgrado | 2 - 5  | Tottenham       | 1 - 2  | 1 - 3   |
| Norimberga   | 2 - 3  | Atlético Madrid | 2 - 1  | 0 - 2   |

## Finale
| Arbitro: | Andries van Leeuwen |

|                                           |           |                   |
| Greaves 16’, 80’ White 35’ Dyson 67’, 85’ | Marcatori | 47’ (rig.) Collar |